# Armoriale dei comuni del Cher
Questa pagina contiene le armi (stemma e blasonatura) dei comuni della Cher.
| Stemma | Nome del comune e blasonatura |
| ------ | --- |
|        | Aubigny-sur-Nère De gueules à trois fermaux d'or (di rosso, a tre fibbie d'oro) alias de gueules, au fer de maillet d'or (di rosso, alla testa di maglietto d'oro) |
|        | Argent-sur-Sauldre parti, au premier d'azur à la bande d'or chargée de trois cosses de pois de sinople, au second d'argent à la fasce de sinople accompagnée de trois trèfles du même (partito: nel 1º d'azzurro, alla banda d'oro caricata di tre baccelli di pisello di verde; nel 2º d'argento, alla fascia di verde accompagnata da tre trifogli dello stesso) |
|        | Blancafort parti, au premier d'azur aux onze besants d'argent ordonnés 3, 3, 3 et 2, au second d'argent au cerisier arraché de sinople fruité de gueules, au chef du même chargé d'une étoile de six rais d'or (partito: nel 1º d'azzurro, a undici bisanti d'argento ordinati 3, 3, 3 e 2; nel 2º d'argento, al ciliegio sradicato di verde e fruttato di rosso, al capo dello stesso caricato da una stella di sei raggi d'oro) |
|        | Bourges d'azur, à trois moutons passants d'argent, à la bordure engrêlée de gueules, au chef d'azur chargé de trois fleurs de lis d'or (d'azzurro, a tre montoni passanti d'argento, alla bordura scanalata di rosso, al capo d'azzurro caricato da tre gigli d'oro) Motto: Summa imperii penes Bituriges |
|        | La Celle d'azur à la fasce d'or, accompagnée de trois croissants du même (d'azzurro, alla fascia d'oro, accompagnata da tre crescenti dello stesso) |
|        | Léré d'azur aux trois glands d'or avec leur cupule de sable, posés en barre et feuillés de deux pièces aussi d'or en bande (d'azzurro, a tre ghiande d'oro, con le cupole di nero, poste in sbarra e fogliate di due pezzi pure d'oro posti in banda) |
|        | Levet d'or au cœur de gueules, accompagné en chef de trois marguerites de sinople et en pointe de quatre étoiles du même, ordonnées 3 et 1 (d'oro, al cuore di rosso, accompagnato in capo da tre margherite di verde e in punta da quattro stelle dello stesso ordinate 3 e 1) |
|        | Lignières D'or au chef de vair, au lion de gueules, couronné d'or, brochant sur le tout (d'oro, al capo di vaio; al leone di rosso, coronato d'oro, attraversante sul tutto) |
|        | Massay D'azur aux dix fleurs de lys d'or ordonnées 3,3,3 et 1, à Saint Martin à cheval partageant son manteau avec un pauvre sur une terrasse isolée, le tout d'argent brochant, à la filière aussi d'or (d'azzurro, a dieci gigli d'oro ordinati 3, 3, 3 e 1, al San Martino a cavallo che divide il suo mantello con un povero su una terrazza isolata, il tutto attraversante d'argento, alla filiera pure d'oro) |
|        | Mehun-sur-Yèvre d'azur, à trois fleurs de lis d'or, 2 et 1, et un franc-canton de gueules brochant sur la première fleur de lis (d'azzurro, a tre gigli d'oro, 2 e 1, al canton franco di rosso attraversante sul primo giglio) |
|        | Méry-sur-Cher D'azur au chevron d'or accompagné, en chef, de deux étoiles du même et, en pointe, d'un dauphin d'argent couronné aussi d'or (d'azzurro, allo scaglione d'oro, accompagnato, in capo, da due stelle dello stesso e, in punta, da un delfine d'argento coronato pure d'oro) |
|        | Orval Écartelé : au premier et au quatrième d'azur aux trois fleurs de lys d'or, au deuxième et au troisième de gueules à la bordure engrêlée d'argent (inquartato: nel 1º e 4º d'azzurro, a tre gigli d'oro; nel 2º e 3º di rosso, alla bordura spinata d'argento) |
|        | Plaimpied-Givaudins De sinople aux deux fasces ondées abaissées d'argent, à la crosse d'or brochante, le tout surmonté d'un agneau aussi d'argent accosté de deux gerbes de blé aussi d'or (di verde, a due fasce ondate abbassate d'argento, al pastorale d'oro attraversante, il tutto sormontato da un agnello pure d'argento, accostato da due covoni di grano pure d'oro) |
|        | Saint-Amand-Montrond écartelé : aux 1 et 4 d'or à trois fasces de gueules, aux 2 et 3 de gueules plain (inquartato: nel 1° e 4° d'oro, a tre fasce di rosso; nel 2° e 3° di rosso pieno) |
|        | Saint-Just Mi-taillé : au premier d'azur aux trois fleur de lys d'or, à la bordure engrêlée cousue de gueules, au second écartelé d'or et de sinople, à la burèle ondée d'azur brochant sur le trait du coupé (semitagliato: nel 1º d'azzurro, a tre gigli d'oro, alla bordura spinata cucita di rosso; nel 2º inquartato d'oro e di verde, alla burella ondata d'azzurro attraversante sulla partizione del troncato) |
|        | Sancergues D'argent au lion de gueules, à la bordure soudée d'or chargée de six merlettes de sable (d'argento, al leone di rosso, alla bordura saldata d'oro, caricata di sei merlotti di nero) |
|        | Sancoins Parti: au premier de gueules au chateau de deux tours, couvert d'argent, ouvert et ajouré du champ, au second d'azur à la fleur de lys d'or (partito: nel 1º di rosso, al castello di due torri d'argento, aperto e finestrato del campo; nel 2º d'azzurro, al giglio d'oro) |
|        | Savigny-en-Sancerre De gueules au château donjonné d'or ouvert, ajouré et maçonné de sable, surmonté, à dextre, d'un bâton de prieur d'argent et, à senestre, de trois besants du même ordonnés 2 et 1, au chef cousu de sinople chargé d'une grappe de raisin aussi d'or accostée de deux châtaignes du même au hile aussi d'argent (di rosso, al castello torricellato d'oro, aperto, finestrato e murato di nero, sormontato a destra da un bastone da priore d'argento e, a sinistra, da tre bisanti dello stesso ordinati 2 e 1; al capo cucito di verde, caricato da un grappolo d'uva pure d'oro, accostato da due castagne dello stesso col fondo pure d'argento) |
|        | Savigny-en-Septaine De gueules au lion d'argent armé, lampassé et couronné d'or, au chef ondé cousu d'azur chargé de sept fleurs de lys aussi d'or ordonnées 4 et 3 (di rosso, al leone d'argento, armato, lampassato e coronato d'oro; al capo ondato cucito d'azzurro, caricato di sette gigli pure d'oro ordinati 4 e 3) |
|        | Sury-près-Léré d'azur à la tierce ondée et haussée d'argent, à la bande d'or brochant sur le tout, chargée de trois coquerelles de gueules et accompagnée en pointe d'un gland tigé et feuillé aussi d'or (d'azzurro, alla terza ondata e alzata d'argento, alla banda d'oro attraversante sul tutto, caricata da tre gruppi di tre nocciole di rosso, e accompagnata in punta da una ghianda fustata e fogliata pure d'oro) |
|        | Trouy D'azur au chef-pal cousu de gueules chargé en chef d'un puits d'argent maçonné de sable accosté de deux roses d'or et en pal d'une clef du même (d'azzurro, al capo-palo cucito di rosso, caricato nel capo da un pozzo d'argento murato di nero e accostato da due rose d'oro, e nel palo da una chiave dello stesso) |
|        | Vierzon D'azur à la tour crénelée de quatre pièces d'argent, ouverte, ajourée et maçonnée de sable, posée en bande (d'azzurro, alla torre merlata di quattro pezzi d'argento, aperta, finestrata e mattonata di nero, posta in banda) |